# Podgorenskij rajon
Il Podgorenskij rajon (in russo Подгоренский район?) è un rajon dell'Oblast' di Voronež, in Russia; il capoluogo è Podgorenskij. Istituito nel 1928, ricopre una superficie di 1.580 km².